# Општина Калинешти (Телеорман)
Калинешти (рум. Călineşti) општина је у Румунији у округу Телеорман.
Oпштина се налази на надморској висини од 95 m.